# Diagramme de Piper
Pour les articles homonymes, voir Diagramme et Piper.
Un diagramme de Piper est une représentation graphique de la chimie d'un ou plusieurs échantillons d'eau.
Les anions et les cations sont représentés dans deux diagrammes ternaires distincts. Les sommets du diagramme ternaire des anions sont le sulfate, le chlorure et le carbonate plus l'hydrogénocarbonate. Les sommets du diagramme ternaire des cations sont le magnésium, le calcium et sodium plus le potassium. Les deux diagrammes ternaires sont projetés dans un losange. Le losange est une matrice de passage du graphique des anions (sulfate + chlorure/total des anions) et des cations (sodium + potassium/total des cations).